# ゲオルク・ド・ヘヴェシー
ゲオルク・ド・ヘヴェシー（George de Hevesy, ハンガリー語: Hevesy György, 1885年8月1日 - 1966年7月5日）は、ハンガリー生まれの化学者。1923年にハフニウムを発見した。1943年に化学反応研究におけるトレーサーとしての同位体の応用研究でノーベル化学賞を受賞した。

## 生涯
ブダペストで貴族の家柄に生まれ、エトヴェシュ・ロラーンド大学、ベルリン大学、フライブルク大学の各大学で学んだ。フライブルク大学、ストックホルムの有機化学研究所につとめた。フローゲン大学の、ディルク・コスターと共同してX線分析法を使って、ハフニウムを発見した。
ヘヴェシーはハンガリー人でコスターはオランダ人であるが、助言をうけたニールス・ボーアの研究所のあるコペンハーゲンのラテン語名ハフニアにちなんでハフニウムと名づけた。
第二次世界大戦によりデンマークがナチス・ドイツに占領されたため、ヘヴェシーはマックス・フォン・ラウエとジェイムス・フランクから預かっていたノーベル物理学賞の金製のメダルを王水で溶かし、ニールス・ボーア研究所にしまってからスウェーデンへ亡命した。これは、二人がユダヤ系だったため訴追される恐れがあったこと、そしてメダルといえども金を国外へ持ち出すことが違法とされていたためである。ヘヴェシー自身がノーベル化学賞を受賞したのは亡命中のことであった。終戦後、ヘヴェシーは無事に残されていた溶液から金を精製し、ノーベル財団に依頼して二人のメダルを作りなおしてもらった。1949年にコプリ・メダルを受賞し、王立協会の外国人会員となった。
その後、ヘヴェシーはフライブルクで過ごし、1966年に同地で80歳で死去。遺体は、ブダペストのケレペシ墓地に埋葬された。